# Les Éditions modernes
Les Éditions modernes sont une maison d'édition française spécialisée dans la littérature de genre et la bande dessinée populaire. 
Dirigée par Édouard Drin (1877-1977) et basée dans le dixième arrondissement de Paris tout au long de sa période d'activité des années 1910 à la fin des années 1950, elle publie l'ensemble de ses titres sous forme de fascicules de mauvaise qualité. Généralement non datés, ceux-ci se comptent par milliers.

## Bande dessinée
Les Éditions modernes sont l'une des maisons d'édition de bande dessinée de l'entre-deux-guerres et de l'immédiat après-guerre les moins connues. Selon le collectionneur Jean Fourié, sa caractéristique principale est l'aspect « médiocre » et extrêmement hétéroclite de ses publications.
Dans l'entre-deux-guerres, Gaston Niezab dessine la plupart des titres, Jo Valle et surtout Nicolas Mengden livrant également quelques histoires. André Bohan y dessine entre 1946 et 1948 le tarzanide Ouragan, roi de la brousse tandis que de nouveaux auteurs, comme Jean Kalistrate, travaillent auprès de Niezab. Dans les années 1950, Markus et R. Jeannin illustrent également quelques titres.